# Ulrichen
Ulrichen és un antic municipi del cantó suís del Valais, a la vall del Roine, situat al districte de Goms. L'1 de gener de 2009 va fusionar amb Obergesteln i Oberwald i al municipi nou d'Obergoms. El primer esment Vlrighingen data del 1240.